# 気候レジリエンス

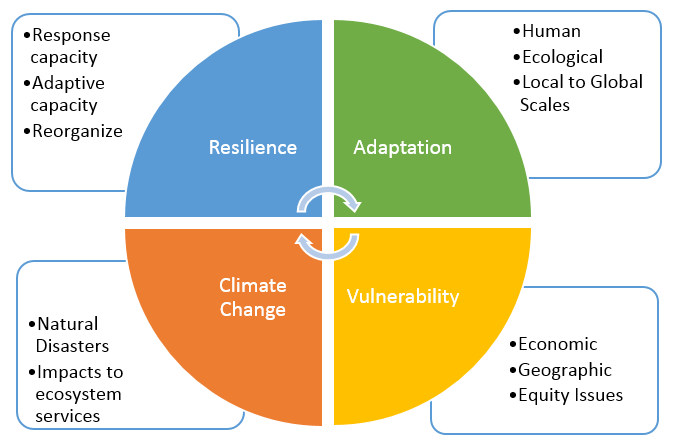
気候レジリエンスに向けての気候変動・適応性・脆弱性・回復力の相互関係。

気候レジリエンス（きこうレジリエンス、英：Climate resilience）とは、人々や生態系が気候災害事象に対処する準備や能力である。レジリエンスは変化に対処する能力を意味し脆弱性の反対語である。気候変動対策としての意味を強調した気候変動レジリエンスという語も使用される。

## 概要
IPCC第6次評価報告書によるこの用語の定義は「社会・経済・生態系が有害事象・傾向・または撹乱に対処する能力」である:7。例えば洪水や干ばつといった気候関連災害から回復する能力である。さまざまな行動が共同体や生態系の気候レジリエンスを高め、外部からの力に直面してもシステムが機能し続けることを助ける。例えば沿岸を洪水から守るため防潮堤を建設することは、そこでの生活を維持する助けになる。
気候レジリエンスを高める方法は数多く、たとえば技術・インフラ（例：建物や道路）の改良や政策（例：法律や規制）などである。社会的・地域的なアプローチや自然保護に基づく方法もあり、たとえば森林のような生態系を整備し気候の影響に対する自然の防壁として機能させることができる。気候レジリエンスはこれら気候変動適応策を含む広い概念であり、危機管理に対するシステム全体の取り組みを強調し、地域共同体から地球規模の条約に至るまで社会のあらゆるレベルで実施される。
気候変動のもとでは気候政策・計画は持続可能性を支えるものでなければならない。この考え方は気候レジリエント開発として知られ世界中のあらゆる部門における理論と実践に影響している。例えば気候レジリエントなインフラや気候レジリエント（”気候スマート”）農業があり、気候レジリエントWASH（WASHはwater, sanitation, hygieneの頭文字で清潔な水の安全供給を意味する）は、全ての季節さらには極端な気象事象においても高品質の飲料水へのアクセスを確保するシステムである。
気候レジリエンスを測定するための標準化された指標を用いたツールも存在し、Resilience Index Measurement and Analysis（RIMA）やLivelihoods Change Over Time（LCOT）など、客観的なツールは固定的かつ透明性のある定義を用いる。一方で人々が「レジリエンスとは何か」という感覚により自らのレジリエンスを評価する主観的アプローチをとることもある。
世界中で政府は気候レジリエント経済のための政策を採用し始めており、パリ協定や持続可能な開発目標（SDGs）がその推進力となっている。2013年の研究によれば都市・州・国家が、気候レジリエンスに則った社会的・政治的・経済的・金融的制度ネットワークを発展させている場合、一般に純所得や国内総生産（GDP）は高い。

## 定義と実践
「レジリエンス」は多分野にわたる有用な概念で解釈の幅も広く、気候レジリエンスの定義は概念的にも実践的にも大いに議論されているが:7、一般的には気候災害から回復する、あるいは気候に対する脆弱性に対処する能力である。それはすべての人々の能力を強化し、気候災害や変動性に適応するためのプロセスである。
気候レジリエンスは、複数の気候ショックに対するシステムレベルのレジリエンス構築の重要な要素である:6。気候レジリエンスは気候変動適応と強い関連があり、両者ともシステムが気候事象に耐える能力を強化することに関わる。しかし「レジリエンス」と「適応」は（しばしば同義で使われるが）違いがある。レジリエンスは変化を吸収するためのより体系的なアプローチを含み、その変化を利用してより効率的になることを目指す。攪乱を機会としてシステムを再編するという考え方である:174。一方で適応とは、気候変動の負の影響に人々や自然が追従するのを助ける行動・プロセスである。それらの変化を利用することを指す場合も稀にある。
ある枠組みでは、レジリエンスの三つの基本的能力は、適応的能力・予測的能力・吸収的能力である。これらは認識しやすく変化を追跡しやすい。焦点は行動やプログラムの成果としてのレジリエンスと、改善内容をどう測定するかにある。
2022年現在、気候レジリエンスに関する作業の大部分は、既存のシステムや構造を維持するための行動に焦点を当てており、変革的ではなく漸進的である:130,134。例えば沿岸部での防潮堤建設は、そこでの人々の既存の生活を変えずに維持することを目的としている:179。
一方で、気候レジリエンスのプロジェクトは、大規模かつシステムレベルでの実施により変革的適応を推進する活動ともなりうる:72:26。そこでの変革や移行のプロセスは、エネルギー・土地と生態系・都市とインフラ・産業と社会といったレベルに及びうる:125。たとえば（上述の防潮堤建設に対し）、沿岸部における土地利用規制の変更や計画的撤退の導入はその例である:179。しかし社会正義に従わず権力差や政治的要因を振りかざし、また利益や福祉の改善をすべての人にもたらすものではないような変革は失敗しうる:171。

## セクター各論

### 開発
気候レジリエント開発は、適応・緩和・開発の解決策を同時に追求することで、それらの行動の相乗効果を生み出しトレードオフを減らすことを目的とする:172。それは持続可能な開発におけるパラダイムとなっており、世界のあらゆる分野において理論と実践に影響を与えている。この概念は公平性やシステム転換に関わる課題に取り組み、人間のみならず生態系・地球のための適応を含み:7、先住民・少数民族といった社会の淵に追いやられてきた人々を、意思決定において実質的に関与させることを伴うパートナーシップ構築によって促進される:29。気候レジリエンス開発は多様な課題のみならず機会も創出する。

### インフラストラクチャー
インフラの不備や故障はその発生現場から離れた場所にまで広範な影響を及ぼし長期間にわたって続きうる。北海道胆振地震での北海道全域での長期停電はその顕著な一例である。、またインフラは相互依存性・気候変動の影響・使用需要が増加すると、脆弱性と曝露が高まり壊滅的な故障の確率も増大する。これらに対処するため長寿命インフラは、リスクに基づき工学的・経済的に分析され、将来の気候の不確実性を踏まえ、資源の適切な配分により気候に対し強靭に設計されなければならない。
建築やインフラ設計・投資や評価・モデル建築の基準に気候予測を組み込むことはまだあまり一般的ではないものの、公共機関によっていくつかのレジリエンス指針やリスクに基づく枠組みが作られており、そうしたマニュアルは適応設計の方法・極端事象の特徴づけ・洪水設計基準の策定や洪水荷重計算・適応的リスク管理原則の適用といった指針を提供できる。その一例がニューヨーク市の「Climate Resiliency Design Guidelines」である。

### 農業
気候レジリエント（”気候スマート”）農業の3つの主要目的は：
1. 気候変動による農業への影響への対応（による気候レジリエントの増強）
2. 農業生産性の向上による食料安全保障の確保
3. 農業からの温室効果ガス排出の削減

気候レジリエント農業は土地管理の統合的アプローチとしても機能し、家畜管理や作物栽培の方法を気候変動に適応させる。リスク評価や気候変動に適応できる新しい作物品種の研究には気候レジリエント農業の考え方が必要である。例えば気温上昇や熱ストレスに関し、耐熱性作物品種の植え付け・マルチング・防風樹の設置・家畜の適切な飼育環境や間隔の確保などが実践される。気候レジリエント農業の効果的な一方法は関連組織や政府を関与させ、これら気候レジリエント農業実践の推進を支援させることである。

### 水利
水の安全保障は気候変動と密接に関連しているため、気候レジリエント開発は水分野において顕著である。気候レジリエントWASH（気候レジリエント水サービス）は、いかなる気候条件や極端気象時においても高品質の水を確保することを目的とする。その具体的方策は、気候リスクの詳細な分析を行い気候情報を特定の利用者に関連づけること、水利システムにおける気候レジリエンスを監視するための指標を開発すること（これにより進捗を追跡し水の安全保障への投資を導く）、そして水の安全保障を改善する新しい制度モデルを活用することである。将来の気候変動の変動性をより正確に予測できれば、その影響に対しより良く対処できる。

## アセスメント（測定）
アセスメントはレジリエンス構築に向けて資源・資金を配分する上で重要であり、脆弱性ホットスポットの特定・レジリエンスの要因に関するより深い理解・そして介入の効果と影響の推定を必要とする。多数のレジリエンス測定ツールが利用可能であり、個人・世帯から地域社会・国家に至るまで、さまざまなスケールでレジリエンスを追跡・測定する方法を提供している。

### 指標と指数値
気候レジリエンスを測定する試みはいくつかの技術的課題に直面する。第一にレジリエンスの定義は未だ議論されており、追跡すべき適切な特性や指標を確定することが難しい。第二に多様な世帯や地域社会のレジリエンスを単一の指標で測定することは難しい。第三にレジリエンスは多様なプロセスや特性から構成され、その多くは無形で観察が難しい。以上のような制限により、多くのレジリエンス測定ツールは代替指標を多数用いている。指数値や「スコア」を算出するために標準化された値の集合に対して単純平均を計算することが多いが、レジリエンスの最も重要な決定要因と考えられるものに応じて重み付けが行われることもある。

### 気候レジリエンス枠組み
気候レジリエンスの枠組みは、政府や政策立案者が気候変動の影響に対抗する持続可能な解決策を開発するのに役立つ。第一に気候レジリエンスは、多様な状態のいずれにも安定化し得る社会-生態システムという概念を確立する。第二に気候レジリエンスは、気候変動に対し事後の対応では地域社会や国家の対処能力に限界があるため、予防的行動の重要性を強調する上で重要な役割を果たしてきた。気候レジリエンスを構築することで、政策立案者や政府は被害が起こる前にその影響を軽減するより包括的な姿勢を取ることができる。第三に気候レジリエンスは、より多くの相互交流とより包括的に生成・実施される環境保護を必要とするが、システムのより広範なスケール間の結びつきを促進する。地方、州、国家の各レベルで別々に適応策を定めることは、システム全体では脆弱性を残す。

## 評価ツール
地域社会レジリエンスの評価は気候災害を減らすための重要なステップであり、再編の機会を活用するための準備にも役立つ。地域社会における環境的・社会的・経済的・物理的特徴の調査ツールは数多く存在するが、標準化されたアプローチはなくツール間で多くの違いがある。ツールは主に成果を測定することに焦点を当てており、「出発点」や初期段階でレジリエンスを測定し、対象プロジェクトを通じて継続的に測定するツールは多くない。
客観的アプローチの多くは固定的で透明性のあるレジリエンスの定義を用い、標準化された指標を通じて異なる人々の集団を比較できるようにしている。しかし多くのレジリエンスのプロセスや能力は無形であり代替指標を用いざるを得ない。一般的に使われる客観的測定の例としては、「レジリエンス指数測定と分析」（the Resilience Index Measurement and Analysis, RIMA）、「生計の時間的変化」（the Livelihoods Change Over Time, LCOT）がある。
対して主観的アプローチでは人々が自らのレジリエンスについて妥当な理解を持っているとし自己評価させ、その認識を測定プロセスに取り入れる。換言すると人々の生活の評価を専門家に任せることを是としないという考え方である。例としては主観的レジリエンス評価スコア（the Subjectively-Evaluated Resilience Score, SERS）がある。
人工知能（AI）ツールは地域社会や政策立案者が気候レジリエンスに取り組む方法を変革しつつある。これらは機械学習アルゴリズムにより気象パターン・衛星画像・土壌条件などの膨大な環境データを分析し、洪水・ハリケーン・干ばつといった自然災害を以前より正確に予測し、脆弱性や潜在的な影響地域を特定し、標的を絞った緩和戦略の設計・資源配分の最適化・早期警戒システムの改善を支援する。

## 関連する諸概念

### 気候変動適応
気候変動適応の目的は人々に対する被害を緩和または回避することであり、通常は気候変動緩和と並行して行われる。自然システムが気候変化に対応できるよう支援する介入を含むこともある。適応行動には、インフラ（例：防潮堤や内陸の洪水防御の建設）・制度（例：新しい保険制度）・行動（例：作物の作付時期や品種の変更）・自然支援（例：緑の屋根や緑地の設置）の4通りがあり:Figure 16.5、生じた気候影響に対応する「反応的」なものと、将来（の気候変動）を予測して事前に対処する「予防的」なものがある。

### 気候変動脆弱性
気候リスクの構成要素である気候変動脆弱性の正式な定義は、気候変動によって不利な影響を受けやすい傾向や素因であり、人間にも自然システム/生態系にも当てはまり:12、対応/適応の能力に関する問題をも含む:5。脆弱性は社会の内部でも異なり、また社会・地域・国家間でも異なる。気候変動脆弱性は一般的に、富裕な社会/人々よりも貧困な社会/人々にとって死活問題になりうる。
人口密集地域や、貧困・統治不良・紛争下の地域では特に脆弱性が高い。また小規模な農畜業・漁業は気候変動に対し脆弱となりうる。持続不可能な土地や海洋利用・周縁に追いやられた人々/集団の発生・（歴史的および現在も続く）不平等や不良統治なども脆弱性の増大要因である:12。

### 防災リスク削減

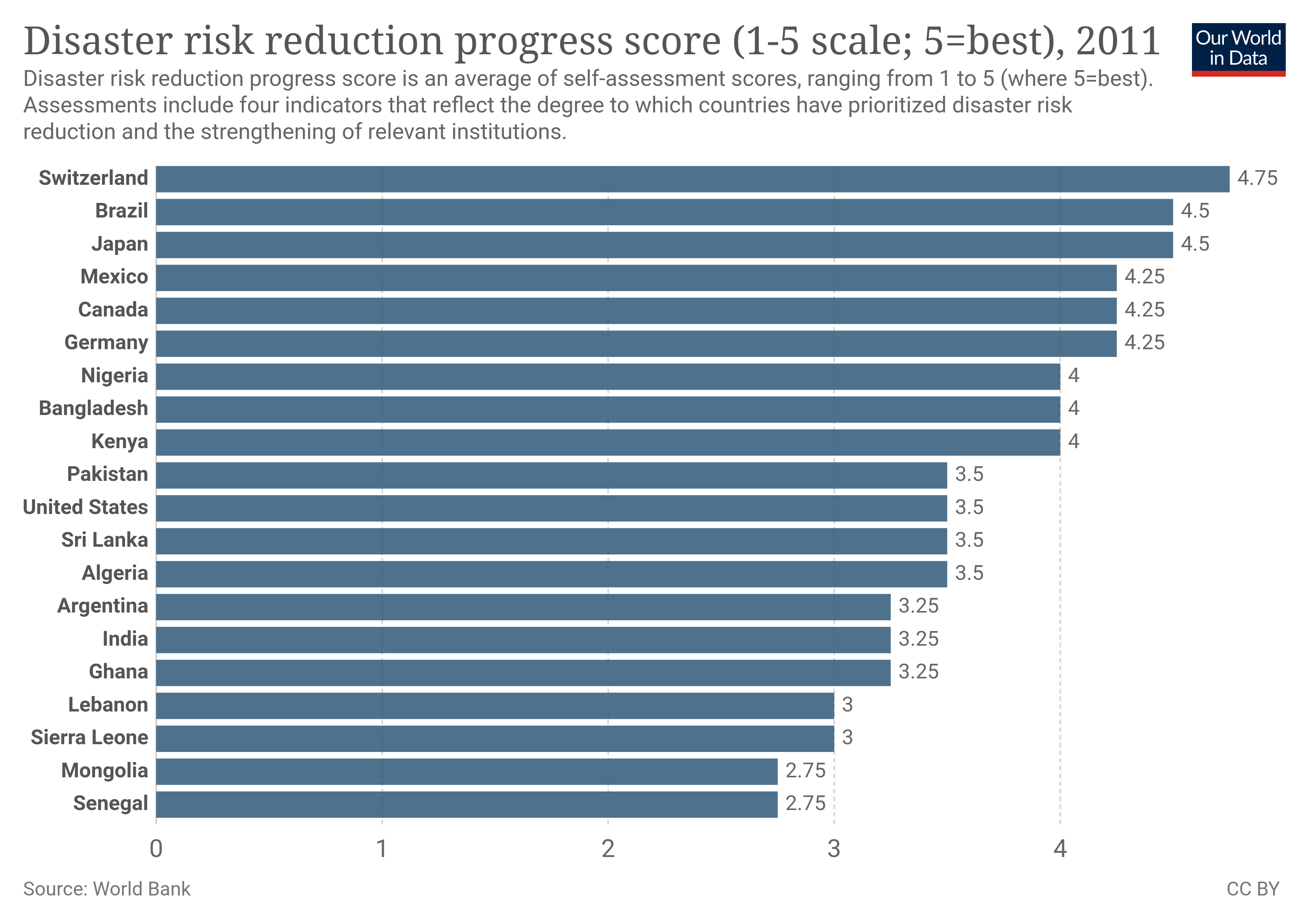
縦軸に示された国々の防災リスク削減進捗スコア（2011年、スコア5が最良）。評価には、各国が防災リスク削減と関連機関の強化をどの程度優先してきたかを反映する4つの指標を含む。

災害への備えを強化することでも気候レジリエンスを改善しうる。防災リスク削減（Disaster Risk Reduction, DRR）は災害リスク管理とも呼ばれ、災害の発生可能性を低下させ、発生した災害の被害を軽減することを目的とする。DRR政策では、異なる時間軸にわたって目標と目的を定義し、具体的な目標・指標・期間を設定する:16。
技術的には、地域社会をよりレジリエントに（＝低脆弱性）することを目指す。例えばノルウェーでは、極端な気象事象に対するより高感度かつ広範囲な早期警戒システムの開発・緊急電力源の整備・公共交通システムの強化などが実施されている。
DRRはほぼすべての開発および人道的活動分野に組み込むことが可能である。気候変動は気候災害を増加させることから、しばしばDRRと気候変動適応は開発努力において一体化して考慮される。

### 生態系レジリエンス
生態系レジリエンスは生態系が撹乱から回復する能力を指す。撹乱には火災・洪水・暴風・昆虫大発生といった自然事象と、森林伐採・石油/鉱石の採掘・農薬/肥料の散布・外来種の導入といった人為的撹乱がある。気候変動に伴う大規模・長期間の撹乱は生態系に深刻な被害を及ぼし、異なるプロセスや構造に遷移する閾値に生態系を押しやる可能性があり、その閾値が生態学的な臨界点や分岐点と関連する場合、これらの体制転換は臨界転換と呼ばれる。

## 引用
1. 1 2 3 4  IPCC, 2022: Summary for Policymakers [H.-O. Pörtner, D.C. Roberts, E.S. Poloczanska, K. Mintenbeck, M. Tignor, A. Alegría, M. Craig, S. Langsdorf, S. Löschke, V. Möller, A. Okem (eds.)]. In: Climate Change 2022: Impacts, Adaptation and Vulnerability. Contribution of Working Group II to the Sixth Assessment Report of the Intergovernmental Panel on Climate Change [H.-O. Pörtner, D.C. Roberts, M. Tignor, E.S. Poloczanska, K. Mintenbeck, A. Alegría, M. Craig, S. Langsdorf, S. Löschke, V. Möller, A. Okem, B. Rama (eds.)]. Cambridge University Press, Cambridge, UK and New York, NY, USA, pp. 3–33, doi:10.1017/9781009325844.001.
2. 1 2 3  Grasham, Catherine Fallon; Calow, Roger; Casey, Vincent; Charles, Katrina J.; de Wit, Sara; Dyer, Ellen; Fullwood-Thomas, Jess; Hirons, Mark et al. (2021). “Engaging with the politics of climate resilience towards clean water and sanitation for all” (英語). npj Clean Water 4 (1):  42. Bibcode: 2021npjCW...4...42G. doi:10.1038/s41545-021-00133-2. ISSN 2059-7037.  Text was copied from this source, which is available under a Creative Commons Attribution 4.0 International License
3. ↑  Charles, Katrina J.; Howard, Guy; Villalobos Prats, Elena; Gruber, Joshua; Alam, Sadekul; Alamgir, A.S.M.; Baidya, Manish; Flora, Meerjady Sabrina et al. (2022). “Infrastructure alone cannot ensure resilience to weather events in drinking water supplies” (英語). Science of the Total Environment 813. Bibcode: 2022ScTEn.81351876C. doi:10.1016/j.scitotenv.2021.151876. hdl:1983/92cc5791-168b-457a-93c7-458890f1bf26. PMID 34826465.
4. 1 2  FAO (2016年). “Resilience Index Measurement and Analysis - II”. 2025年8月1日閲覧。
5. 1 2 3  FSIN (2014年). “A Common Analytical Model for Resilience Measurement”.   Food Security Information Network. 2025年8月1日閲覧。
6. 1 2  “Resilient, but from whose perspective? Like-for-like comparisons of objective and subjective measures of resilience”.   London School of Economics and Political Science (2019年). 2025年8月1日閲覧。
7. ↑  Satterthwaite, D (2013). “The political underpinnings of cities' accumulated resilience to climate change”. Environment and Urbanization 25 (2):  381–391. Bibcode: 2013EnUrb..25..381S. doi:10.1177/0956247813500902.
8. 1 2 3  Grasham, Catherine Fallon; Calow, Roger; Casey, Vincent; Charles, Katrina J.; de Wit, Sara; Dyer, Ellen; Fullwood-Thomas, Jess; Hirons, Mark et al. (2021). “Engaging with the politics of climate resilience towards clean water and sanitation for all” (英語). npj Clean Water 4 (1):  42. Bibcode: 2021npjCW...4...42G. doi:10.1038/s41545-021-00133-2. ISSN 2059-7037.  Text was copied from this source, which is available under a Creative Commons Attribution 4.0 International License
9. ↑  Tall, A., Lynagh, S., Blanco Vecchi, C., Bardouille, P., Montoya Pino, F., Shabahat, E., Stenek, V., Stewart, F., Power, S., Paladines, C., Neves, P., & Kerr, L. (2021). Enabling Private Investment in Climate Adaptation and Resilience. World Bank, Washington, DC. http://hdl.handle.net/10986/35203
10. 1 2 3 4 5 6 7 8  Ara Begum, R., R. Lempert, E. Ali, T.A. Benjaminsen, T. Bernauer, W. Cramer, X. Cui, K. Mach, G. Nagy, N.C. Stenseth, R. Sukumar, and P. Wester, 2022: Chapter 1: Point of Departure and Key Concepts. In: Climate Change 2022: Impacts, Adaptation and Vulnerability. Contribution of Working Group II to the Sixth Assessment Report of the Intergovernmental Panel on Climate Change [H.-O. Pörtner, D.C. Roberts, M. Tignor, E.S. Poloczanska, K. Mintenbeck, A. Alegría, M. Craig, S. Langsdorf, S. Löschke, V. Möller, A. Okem, B. Rama (eds.)]. Cambridge University Press, Cambridge, UK and New York, NY, USA, pp. 121–196, doi:10.1017/9781009325844.003
11. ↑  Folke, C (2006). “Resilience: The emergence of a perspective for social-ecological systems analyses”. Global Environmental Change 16 (3):  253–267. Bibcode: 2006GEC....16..253F. doi:10.1016/j.gloenvcha.2006.04.002.
12. ↑  Tompkins, Emma L., and W. Neil Adger. 2004. "Does Adaptive Management of Natural Resources Enhance Resilience to Climate Change?" Ecology and Society. http://eprints.soton.ac.uk/202863/
13. ↑  Sara Mehryar, 2022, What is the difference between climate change adaptation and resilience? LSE
14. ↑  Bahadur, A. V., Peters, K., Wilkinson, E., Pichon, F., Gray, K. and Tanner, T. (2015) The 3As: tracking Resilience Across BRACED. BRACED working paper. London: Overseas Development Institute
15. ↑  Watkiss, P. and Cimato, F. (eds) (2020). What Does Transformational Adaptation Look Like? Literature review synthesis paper. Deliverable 10 of the Resilient Regions: Clyde Rebuilt project. Published by Clyde Rebuilt, Glasgow, Scotland Copyright: Resilient Regions: Clyde Rebuilt, 2020
16. 1 2  Park, Albert Sanghoon (2023). “Understanding resilience in sustainable development: Rallying call or siren song?”. Sustainable Development 32:  260–274. doi:10.1002/sd.2645.
17. ↑  Chang, Stephanie E. (2016-10-26). “Socioeconomic Impacts of Infrastructure Disruptions” (英語). Oxford Research Encyclopedia of Natural Hazard Science 1. doi:10.1093/acrefore/9780199389407.013.66. ISBN 9780199389407.
18. ↑  Ayyub, Bilal (2014-03-20). Risk Analysis in Engineering and Economics, Second Edition. doi:10.1201/b16663. ISBN 978-1-4665-1825-4
19. ↑  Maxwell, Keely B.; Julius, Susan Herrod; Grambsch, Anne E.; Kosmal, Ann R.; Larson, Elisabeth; Sonti, Nancy (2018). “Built Environment, Urban Systems, and Cities”. The Fourth National Climate Assessment. II. doi:10.7930/nca4.2018.ch11
20. ↑  Ayyub, Bilal M, ed (2018-10-04). Climate-Resilient Infrastructure. Reston, VA: American Society of Civil Engineers. doi:10.1061/9780784415191. ISBN 9780784415191
21. ↑  New York City (2020) Climate Resiliency Design Guidelines
22. ↑  “Climate-Smart Agriculture”. Food and Agriculture Organization of the United Nations (2019年6月19日). 2019年7月26日閲覧。
23. 1 2  “Climate-Smart Agriculture”. World Bank. 2019年7月26日閲覧。
24. ↑  Morkunas, Mangirdas; Balezentis, Tomas (2022-02-21). “Is agricultural revitalization possible through the climate-smart agriculture: a systematic review and citation-based analysis” (英語). Management of Environmental Quality 33 (2):  257–280. Bibcode: 2022MEnvQ..33..257M. doi:10.1108/MEQ-06-2021-0149. ISSN 1477-7835.
25. ↑  Deutsche Gesellschaft fur Internationale Zusammenarbeit (GIZ). “What is Climate Smart Agriculture?”. 2022年6月4日閲覧。
26. ↑  “Climate-Smart Agriculture Policies and planning”. 2016年3月31日時点のオリジナルよりアーカイブ。2025年8月1日閲覧。
27. ↑  Grasham, Catherine Fallon; Calow, Roger; Casey, Vincent; Charles, Katrina J.; de Wit, Sara; Dyer, Ellen; Fullwood-Thomas, Jess; Hirons, Mark et al. (2021). “Engaging with the politics of climate resilience towards clean water and sanitation for all” (英語). npj Clean Water 4 (1):  42. Bibcode: 2021npjCW...4...42G. doi:10.1038/s41545-021-00133-2. ISSN 2059-7037.  Text was copied from this source, which is available under a Creative Commons Attribution 4.0 International License
28. ↑  Charles, Katrina J.; Howard, Guy; Villalobos Prats, Elena; Gruber, Joshua; Alam, Sadekul; Alamgir, A.S.M.; Baidya, Manish; Flora, Meerjady Sabrina et al. (2022). “Infrastructure alone cannot ensure resilience to weather events in drinking water supplies” (英語). Science of the Total Environment 813. Bibcode: 2022ScTEn.81351876C. doi:10.1016/j.scitotenv.2021.151876. hdl:1983/92cc5791-168b-457a-93c7-458890f1bf26. PMID 34826465.
29. ↑  Murgatroyd A, Charles KJ, Chautard A, Dyer E, Grasham C, Hope R, et al. (2021). Water Security for Climate Resilience Report: A synthesis of research from the Oxford University REACH programme (Report). University of Oxford, UK. 2022年10月5日時点のオリジナルよりアーカイブ. 2022年7月6日閲覧.  Text was copied from this source, which is available under a Creative Commons Attribution 4.0 International License
30. ↑  “Ethiopia's future is tied to water -- a vital yet threatened resource in a changing climate” (英語). The Conversation (2019年8月22日). 2022年8月4日閲覧。
31. ↑  Schipper, Lisa (2015年). “A comparative overview of resilience measurement frameworks analyzing indicators and approaches”.   Overseas Development Institute. 2021年1月30日時点のオリジナルよりアーカイブ。2019年8月8日閲覧。
32. 1 2  Jones, Lindsey (2019). “Resilience isn't the same for all: Comparing subjective and objective approaches to resilience measurement” (英語). Wiley Interdisciplinary Reviews: Climate Change 10 (1):  e552. Bibcode: 2019WIRCC..10E.552J. doi:10.1002/wcc.552. ISSN 1757-7799.
33. 1 2  Nelson, Donald R.; Adger, W. Neil; Brown, Katrina (2007). “Adaptation to Environmental Change: Contributions of a Resilience Framework”. Annual Review of Environment and Resources 32:  395–419. doi:10.1146/annurev.energy.32.051807.090348.
34. ↑  Tschakert, P; Dietrich, K A (2010). “Anticipatory Learning for Climate Change Adaptation and Resilience”. Ecology and Society 15 (2):  11. doi:10.5751/es-03335-150211. hdl:10535/6243.
35. ↑  Malhi, Yadvinder; Roberts, J Timmons; Betts, Richard A; Killeen, Timothy J; Li, Wenhong; Nobre, Carlos A (2008). “Climate Change, Deforestation, and the Fate of the Amazon”. Science 319 (5860):  169–72. Bibcode: 2008Sci...319..169M. doi:10.1126/science.1146961. PMID 18048654.
36. 1 2  Sharifi, Ayyoob (October 2016). “A critical review of selected tools for assessing community resilience”. Ecological Indicators 69:  629–647. Bibcode: 2016EcInd..69..629S. doi:10.1016/j.ecolind.2016.05.023.
37. ↑  Olawade, David B.; Wada, Ojima Z.; David-Olawade, Aanuoluwapo Clement; Fapohunda, Oluwaseun; Ige, Abimbola O.; Ling, Jonathan (2024-01-01). “Artificial intelligence potential for net zero sustainability: Current evidence and prospects”. Next Sustainability 4:  100041. doi:10.1016/j.nxsust.2024.100041. ISSN 2949-8236.
38. ↑  Al-Raeei, Marwan (2024-12-23). “Artificial intelligence for climate resilience: advancing sustainable goals in SDGs 11 and 13 and its relationship to pandemics” (英語). Discover Sustainability 5 (1). doi:10.1007/s43621-024-00775-5. ISSN 2662-9984.
39. ↑  Olawade, David B.; Wada, Ojima Z.; Ige, Abimbola O.; Egbewole, Bamise I.; Olojo, Adedayo; Oladapo, Bankole I. (2024-12-01). “Artificial intelligence in environmental monitoring: Advancements, challenges, and future directions”. Hygiene and Environmental Health Advances 12:  100114. doi:10.1016/j.heha.2024.100114. ISSN 2773-0492.
40. ↑  IPCC, 2022: Annex II: Glossary [Möller, V., R. van Diemen, J.B.R. Matthews, C. Méndez, S. Semenov, J.S. Fuglestvedt, A. Reisinger (eds.)]. In: Climate Change 2022: Impacts, Adaptation and Vulnerability. Contribution of Working Group II to the Sixth Assessment Report of the Intergovernmental Panel on Climate Change [H.-O. Pörtner, D.C. Roberts, M. Tignor, E.S. Poloczanska, K. Mintenbeck, A. Alegría, M. Craig, S. Langsdorf, S. Löschke, V. Möller, A. Okem, B. Rama (eds.)]. Cambridge University Press, Cambridge, UK and New York, NY, USA, pp. 2897–2930, doi:10.1017/9781009325844.029
41. ↑  O'Neill, B., M. van Aalst, Z. Zaiton Ibrahim, L. Berrang Ford, S. Bhadwal, H. Buhaug, D. Diaz, K. Frieler, M. Garschagen, A. Magnan, G. Midgley, A. Mirzabaev, A. Thomas, and R.Warren, 2022: Chapter 16: Key Risks Across Sectors and Regions. In: Climate Change 2022: Impacts, Adaptation and Vulnerability. Contribution of Working Group II to the Sixth Assessment Report of the Intergovernmental Panel on Climate Change [H.-O. Pörtner, D.C. Roberts, M. Tignor, E.S. Poloczanska, K. Mintenbeck, A. Alegría, M. Craig, S. Langsdorf, S. Löschke, V. Möller, A. Okem, B. Rama (eds.)]. Cambridge University Press, Cambridge, UK and New York, NY, USA, pp. 2411–2538, doi:10.1017/9781009325844.025
42. 1 2 3  “Summary for Policymakers”. IPCC (2022年). 2025年8月1日閲覧。 Archived 2023-01-22 at the Wayback Machine.. In: Climate Change 2022: Impacts, Adaptation and Vulnerability. Contribution of Working Group II to the Sixth Assessment Report of the Intergovernmental Panel on Climate Change Archived 2022-03-18 at the Wayback Machine. [H.-O. Pörtner, D.C. Roberts, M. Tignor, E.S. Poloczanska, K. Mintenbeck, A. Alegría, M. Craig, S. Langsdorf, S. Löschke, V. Möller, A. Okem, B. Rama (eds.)]. Cambridge University Press, Cambridge, UK and New York, NY, USA, pp. 3–33, doi:10.1017/9781009325844.001
43. ↑  O’Hare, Paul (2025-02-26). “Not 'just' climate adaptation—towards progressive urban resilience” (英語). Humanities and Social Sciences Communications 12 (1):  1–7. doi:10.1057/s41599-025-04556-x. ISSN 2662-9992.
44. ↑  Sherbinin, Alex de; Bukvic, Anamaria; Rohat, Guillaume; Gall, Melanie; McCusker, Brent; Preston, Benjamin; Apotsos, Alex; Fish, Carolyn et al. (2019). “Climate vulnerability mapping: A systematic review and future prospects” (英語). WIREs Climate Change 10 (5):  e600. Bibcode: 2019WIRCC..10E.600D. doi:10.1002/wcc.600. ISSN 1757-7799.
45. ↑  “Disaster risk reduction progress score”. Our World in Data. 2024年4月4日閲覧。
46. 1 2  UNGA (2016). Report of the open-ended intergovernmental expert working group on indicators and terminology for disaster risk reduction. United Nations General Assembly (UNGA).
47. ↑  O'Brien, Karen; Eriksen, Siri; Sygna, Linda; Otto Naess, Lars (2006). “Questioning Complacency: Climate Change Impacts, Vulnerability, and Adaptation in Norway”. Ambio 35 (2):  50–56. doi:10.1579/0044-7447(2006)35[50:qccciv]2.0.co;2. PMID 16722249.
48. ↑  McBean, Gordon; Rodgers, Caroline (2010). “Climate hazards and disasters: the need for capacity building” (英語). WIREs Climate Change 1 (6):  871–884. Bibcode: 2010WIRCC...1..871M. doi:10.1002/wcc.77. ISSN 1757-7780.
49. ↑  Scheffer, Marten (26 July 2009). Critical transitions in nature and society. Princeton University Press. ISBN 978-0691122045